# Финансы Крыма
Финансы Крыма — отрасль экономики Крыма.

## История
С апреля 2014 года в Крыму начало функционировать отделение Центрального банка России. 3 апреля началось осуществление безналичных расчётов в российских рублях. С 1 июня российский рубль стал единственной официальной валютой в Крыму.
После аннексии Крыма Россией украинские банки покинули Крым. Крупнейшим банком Крыма стал «Российский национальный коммерческий банк», который с января 2016 года перешёл в государственную собственность России.

## Банковская система
Системообразующим банком Крыма является «Российский национальный коммерческий банк», принадлежащий государству в лице Росимущества. У РНКБ в Крыму около 180 банковских отделений, он обслуживает более 1,6 млн физических лиц и 52 тыс. корпоративных клиентов. Вторым по значимости банком Крыма является «Генбанк», принадлежащий региональным властям Крыма и Севастополя.

## Страхование
На территории Крыма оказывают услуги ведущие российские страховые компании. В основном их деятельность ведётся по агентским схемам.

## Финансы организаций
С 2016 года сальдированный финансовый результат деятельности организаций Крыма является положительным. По итогам 2017 года он составил 62,9 млрд рублей (+81 % к предыдущему году), в том числе результат промышленности — 52,8 млрд рублей, торговли — 8,1 млрд рублей.

## Государственные финансы

### Консолидированный бюджет
| Год  | Доходы (млрд руб.) | Рост (%) | Налоги и др. (%) | Безвозмездные поступления (%) | Расходы (млрд руб.) | Рост (%) | Нац. экономика (%) | Образование (%) | Соц. поддержка (%) | Здравоохранение (%) | ЖКХ (%) |
| ---- | ------------------ | -------- | ---------------- | ----------------------------- | ------------------- | -------- | ------------------ | --------------- | ------------------ | ------------------- | ------- |
| 2014 | 131,4              |          |                  | 80,2                          | 113,9               |          | 17,0               | 15,9            |                    | 14,6                | 2,3     |
| 2015 | 95,8               | -27      | 32,8             | 67,2                          | 100,2               | -12      |                    |                 |                    |                     |         |
| 2016 | 116,7              | 22       | 34,8             | 65,2                          | 131,3               | 31       |                    |                 |                    |                     |         |
| 2017 | 160,4              | 37       | 37,2             | 62,8                          | 161,7               | 23       | 45,5               | 19,0            | 13,6               | 8,5                 | 4,3     |

#### Доходы
В 2017 году доходы консолидированного бюджета Крыма составили 160 млрд рублей, в том числе:
- налоговые и неналоговые доходы — 60 млрд рублей:
  - налог на доходы физических лиц — 22 млрд рублей
  - налог на прибыль организаций — 18 млрд рублей
  - акцизы — 5 млрд рублей
  - налог на имущество организаций — 2 млрд рублей
  - доход от использования государственного и муниципального имущества — 4 млрд рублей
- безвозмездные поступления от других бюджетов — 101 млрд рублей:
  - дотации — 38 млрд рублей
  - субсидии — 57 млрд рублей
  - субвенции — 3 млрд рублей
  - трансферты — 3 млрд рублей

#### Расходы
В 2017 году расходы консолидированного бюджета Крыма составили 162 млрд рублей. Крупнейшие статьи расходов:
- национальная экономика — 73,6 млрд рублей (45,5 %)
- образование — 30,7 млрд рублей (19,0 %);
- социальная политика — 22,0 млрд рублей (13,6 %);
- здравоохранение — 13,8 млрд рублей (8,5 %);
- ЖКХ — 7,0 млрд рублей (4,3 %).

### Налоги
Крым имеет статус свободной экономической зоны с льготным налоговым режимом (с ноября 2014 года).
В 2017 году на территории Крыма было собрано налогов и прочих обязательных платежей на сумму 69,0 млрд рублей, из которых 27 % (18,8 млрд рублей) были направлены в федеральный бюджет и 73 % (50,2 млрд рублей) — в консолидированный бюджет Крыма.